# 巴里夫
巴 里夫（ともえ さとお、1932年11月22日 - 2016年7月1日）は、日本の漫画家。本名：磯島 重二（いそじま しげじ）。大分県中津市出身。血液型はO型。

## 来歴
関西大学経済学部在学中の1952年にカバヤキャラメルの景品のオマケ漫画を描く漫画家の募集に応募し作品を描いて収入を得る。
1954年、日の丸文庫『母を呼ぶ歌』で貸本漫画家としてデビュー。1956年に上京し、若木書房の社長の勧めで巴里夫に改名。以後、若木書房より貸本少女漫画を多数発表する。
1965年に初の作品『さよなら三角』（『りぼん』）で雑誌デビュー。以後は『りぼん』などで学園系作品の少女漫画を発表する。1978年頃より集英社の編集者として新人漫画家の育成に携わるようになる。
晩年は昔の作品の復刻出版を行っていた。2016年7月1日死去。83歳没。
弟の「磯島 烈（いさお）」氏が引き続き、絶版本を復刻・通信販売する「巴里夫のマンガ伝承保存会」を運営していたが、2022年6月時点でサイトが確認されなくなっている（当活動は、2021年8月15日の「埼玉新聞」でも記事として取り上げられ、その頃までは間違いなく運営されていた）。

## 作品リスト
五十音順
- あいつの口笛
- 赤いクレヨン
- 赤いリュックサック
- あくしゅでポン！
- おてんばチャコと白百合先生
- 踊れ！虹っ子
- 思い出かあさん
- 学園歌手
- 5年ひばり組
- 十字架を返す日
- すずらんの歌手
- 青幻記
- 疎開っ子数え唄
- 空は呼んでる
- チビとノッポの歌
- チャオ!ミニミニ団
- 月夜のパラソル
- とびだしたお嬢さん
- ドレミファ学園
- ド近眼ゆえに泣きをみた
- 虹をわたる日
- 初恋の色は
- はねっこ女学生
- パパはマンガ家
- ばんざい十五才
- ひとみが4つ
- ふたつの星の旅
- ふたりの口笛
- まるくてけっこう
- 山ねこ教室
- 雪割草はゆめの花
- 陽気な転校生
- りぼんの詩集
- りんごでカンパイ！
- レモンの心

他